# Roy Pella
Roy Pella, född 11 maj 1930, är en friidrottare från Kanada. Han deltog vid olympiska sommarspelen 1952.